# Spoorlijn Berga - Oskarshamn
De spoorlijn Berga - Oskarshamn (Zweeds: Järnvägslinjen Berga-Oskarshamn) is een spoorlijn in het zuiden van Zweden in de provincie Kalmar län. De lijn verbindt de plaatsen Berga en Oskarshamn met elkaar.
De spoorlijn is 28 kilometer lang en werd in 1873 in gebruik genomen.

## Afbeeldingen

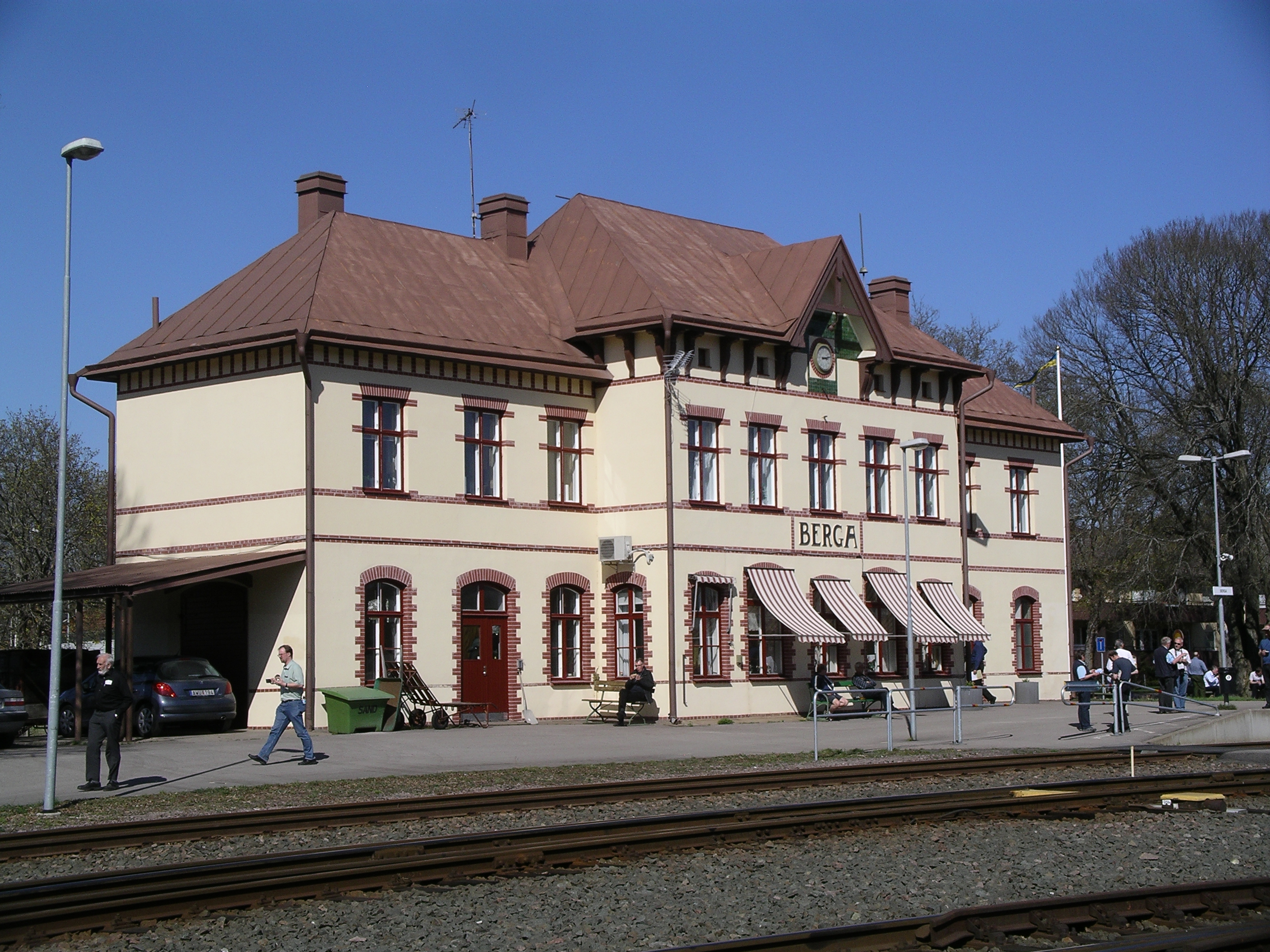
Station Berga
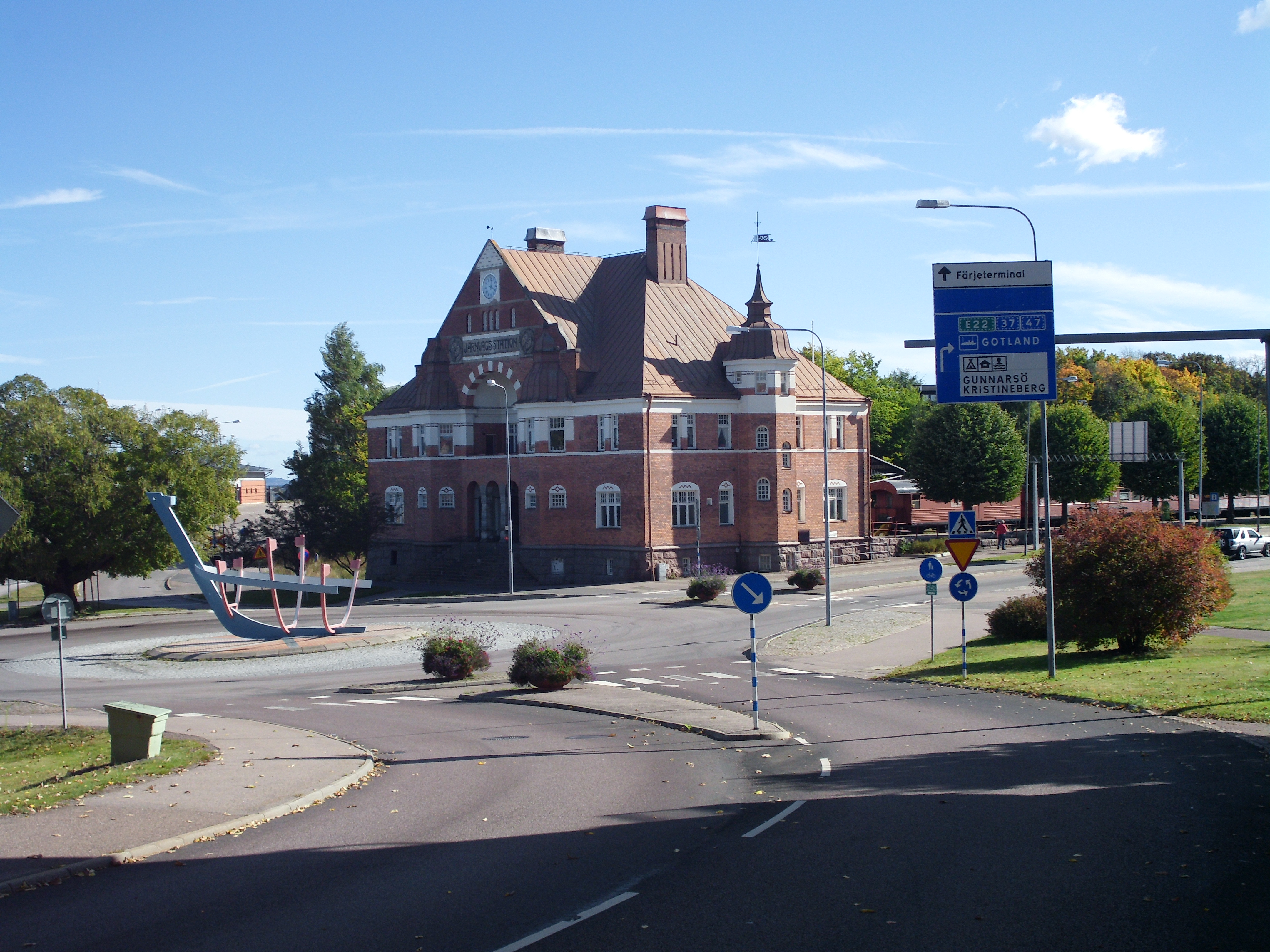
Station Oskarshamn